# Kultura gaszulska
Kultura gaszulska – kultura archeologiczna chalkolitu, występująca na terenach południowej Palestyny, zbliżona do kultur północnej Palestyny. Jej stanowiskiem eponimicznym jest Teleilat Ghassul  w dolinie Jordanu w obecnej Jordanii, znaleziska odkryto również w okolicach Beer Szewy i ma Negewie.
Nie istnieje zgoda co do pochodzenia tej kultury. Część badaczy uważa ją za element obcy (J. Mellaart, J. Perrot), według innych jest to efekt rozwoju kultury rodzimej (A.M.T. Moore, T.E. Levy), istnieją również zwolennicy rozwiązania pośredniego (C. Elliot).
Gospodarka kultury gaszulskiej opierała się na hodowli zwierząt i uprawie ziemi.
Ludność kultury gaszulskiej zamieszkiwała osady otwarte, przedzielone ulicami i asymetrycznymi placami, służącymi jako miejsca ogrodzone dla zwierząt oraz częściowo jako magazyny na żywność. Domy zbudowane były na planach nieregularnych, często łączone je w grupy. Ich wielkość sięgała 3,5 × 12 m. Były zwykle jednoizbowe, niekiedy posiadały dodatkową izbę boczną. Wejście znajdowało się zwykle w środku frontowej ściany domu. Zbudowane były z cegły suszonej na słońcu, dachy pokrywano słomą, a podłogi były wylepione gliną lub brukowane. Miały fundamenty kamienne. W rejonie Beer Szewy i Negebie odkryto również ślady ziemianek, które prawdopodobnie pochodziły z wcześniejszej fazy osadnictwa.
Charakterystyczne dla sztuki kultury gaszulskiej są malowidła ścienne wykonane z warstw białego tynku, przedstawiające motywy geometryczne i religijne. W okolicach Beer Szewy znaleziono ceramikę zdobioną odciskami palców oraz czerwonymi liniami na obrzeżach oraz figurki z kości słoniowej, natomiast w Negebie - ceramikę zdobioną ornamentami. Ceramikę przypominającą wyroby z Beer Szewy znaleziono również na Pustyni Judzkiej. W Be’er Szewie znaleziono ślady użycia koła garncarskiego.
Kultura gaszulska posiadała technikę wyrobu miedzi. Nieopodal Beer Szewy znaleziono przedmioty miedziane, a także paleniska, tygle, formy odlewnicze, kawałki rudy i żużel. Ślady wyrobu miedzi znaleziono także w Negebie.
Grobowce z okresu kultury gaszulskiej można podzielić na trzy typy: dolmeny, tumulusy i proste pochówki ziemne.
Kultura gaszulska upadła nagle ok. 3300 r. p.n.e. Przyczyny upadku nie są dokładnie znane. Nie znaleziono żadnych śladów działań wojennych.